# Macksburg (Iowa)
Macksburg város az Amerikai Egyesült Államok Iowa államában, Madison megyében. Lakosainak száma 97 fő (2020. április 1.).

## Népesség
A település népességének változása:

| 2010 | 113 |
| 2020 | 97  |